# NK Croatia Sesvete
NK Croatia Sesvete este un club de fotbal din Sesvete, Croația.Echipa susține meciurile de acasă pe  Stadion SRC Sesvete cu o capacitate de 3.500 de locuri.